# Vlastimiro
Vlastimiro (in serbo Властимир?, Vlastimir, in greco bizantino Βλαστίμηρος, trasl. Blastimeros) (prima dell'805 – 851 circa) fu un sovrano serbo che regnò sul Principato di Serbia dall'830 circa all'851 circa.
Sono poche le informazioni che si conoscono con riferimento alla sua parentesi al potere. Egli resse la Serbia durante una fase particolarmente concitata, considerata la crescente minaccia rappresentata dalla vicina e fino ad allora pacifica Bulgaria, che si era espansa in modo significativo verso ovest.
Nell'815, l'Impero bulgaro e l'Impero bizantino avevano siglato un trattato di pace e, sebbene l'imperatore di Costantinopoli detenesse l'autorità formale sulle terre serbe, non era in grado di aiutarle nel corso di una potenziale guerra. Presiano I di Bulgaria decise di invadere la Serbia, scatenando una guerra durata tre anni, al termine della quale l'esercito bulgaro fu devastato e scacciato. Vlastimiro concentrò quindi le proprie mire a ovest, espandendosi nell'entroterra della Dalmazia. Vlastimiro è il fondatore eponimo della dinastia dei Vlastimirović, la più antica dinastia che regnò sulla Serbia.

## Antefatti

### La Serbia alto-medievale e le origini della famiglia

L'Europa e i principati slavi nell'814 circa

Il principe ("arconte") che condusse i serbi nei Balcani e ricevette la protezione di Eraclio I (610-641), noto convenzionalmente come "Arconte sconosciuto", era un antenato di Vlastimiro. A quel tempo, le comunità serbe erano organizzate in župe (sing. župa), ossia confederazioni di villaggi (grosso modo l'equivalente di una contea), con a capo uno zupano locale (župan, un magistrato o governatore); il governatorato era ereditario e lo zupano riferiva delle sue azioni al principe serbo, che era obbligato ad aiutare in tempi di guerra. L'imperatore Costantino VII Porfirogenito (regnante dal 913 al 959), autore dal De administrando imperio (DAI), riferisce che il trono serbo passava di padre in figlio, più precisamente in capo al primogenito. Eccezionalmente, egli riferisce dell'esistenza di un triumvirato nella sua enumerazione dei monarchi. Il resoconto fornito dal DAI sull'insediamento etnico serbo e sulla creazione di diversi futuri principati entro il X secolo è considerato altamente discutibile: in particolare, si elenca l'esistenza della Serbia (all'incirca la futura provincia della Rascia, compresa la Bosnia; parte della Zagorje interna), della Pagania, della Zaclumia, della Travunia e della Doclea (parte della Serbia marittima).
Viseslao, bisnonno di Vlastimiro e primo monarca serbo di cui si conosce il nome, fu contemporaneo di Carlo Magno (fl. 768-814). Egli possedeva a titolo personale delle terre in Narenta, vicino al monte Tara e lungo i fiumi Piva e Lim. Nel 785, Costantino VI conquistò la porzione di Macedonia abitata prevalentemente da comunità slave (Sclaviniae) e situata a sud rispetto alla Serbia. A Viseslao successe Radoslao, mentre quest'ultimo fu seguito da Prosigoj, che esercitò il potere durante la rivolta di Ljudevit Posavski scoppiata contro i franchi (819-822). Secondo gli Annales Regni Francorum, di Eginardo, scritti nell'822, Ljudevit si spostò dalla sua sede di Sisak nel territorio dei serbi (secondo alcuni storici da qualche parte nella Bosnia occidentale).

### L'ascesa dell'Impero bulgaro

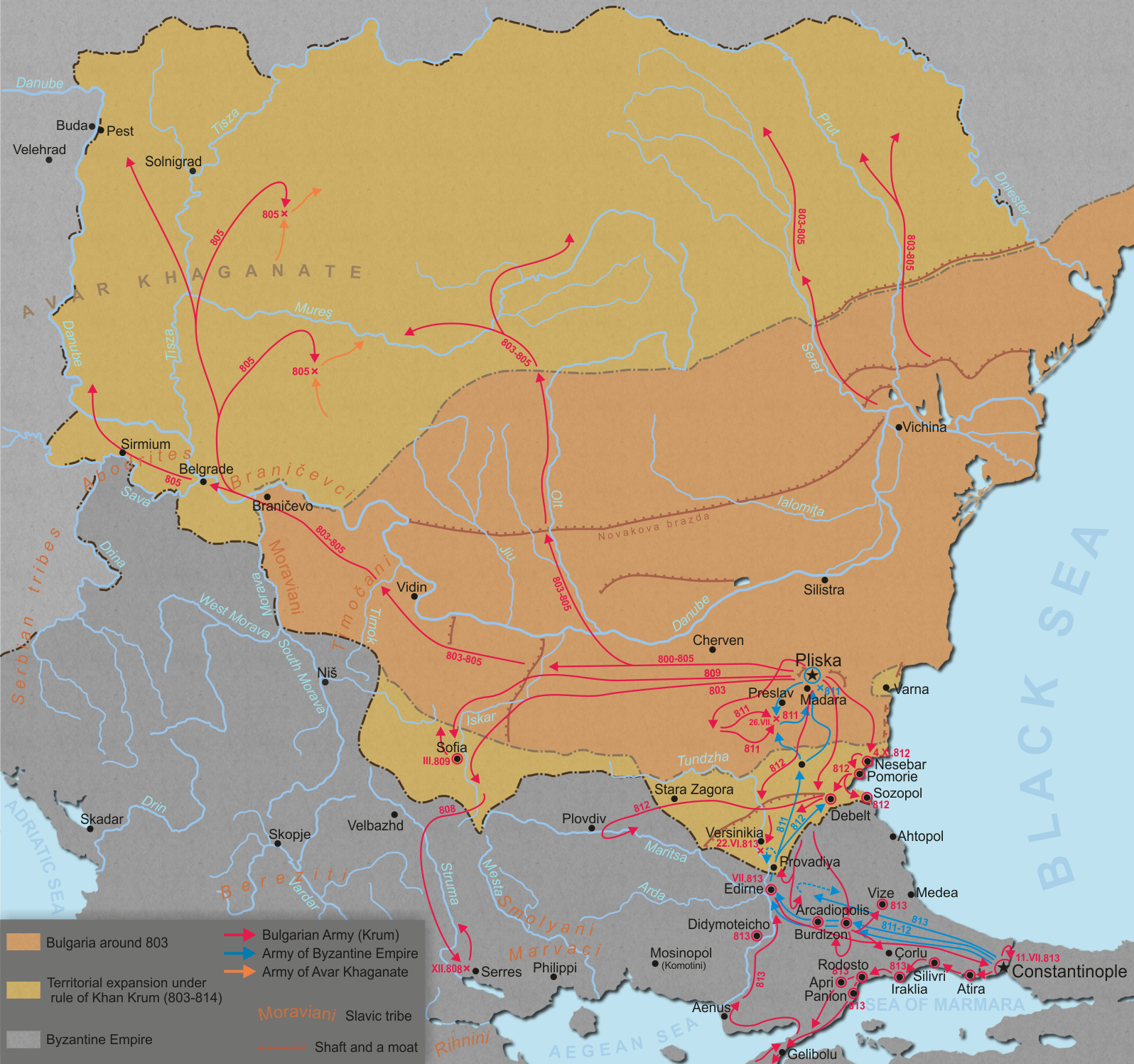
L'espansione bulgara compiuta prima dell'814

A est, il Primo Impero bulgaro stava continuando a rafforzarsi. Nell'805, l'influente Krum (r. 803-814) sottomise i Braničevci, i Timočani e gli Obodriti, stanziati a est della Serbia, bandendo i loro capi tribù e sostituendoli con amministratori nominati da lui stesso. Nell'815, i bulgari e i bizantini firmarono un trattato di pace trentennale, ma nell'818, mentre era al potere Omurtag (r. 814-831), i Braničevci e i Timočani, assieme ad altre tribù di frontiera, si ribellarono e si separarono dalla Bulgaria a causa di una riforma amministrativa che li aveva privati di gran parte della loro autonomia locale. I Timočani rinunciarono al rapporto di alleanza imposto dell'Impero bulgaro e chiesero protezione, al pari degli Obodriti e dei Guduscani danubiani, al Sacro Romano Imperatore Ludovico il Pio. I Timočani migrarono in territorio franco, spingendosi da qualche parte nella Pannonia meridionale, e furono menzionati per l'ultima volta nell'819, quando vennero convinti da Ljudevit a unirsi a lui per combattere i franchi. Gli Obodriti danubiani rimasero nel Banato e resistettero ai Bulgari fino all'824, anno in cui scompaiono da qualsiasi fonte. Già Krum aveva inviato degli ambasciatori presso i franchi chiedendo che venissero delimitati dei confini precisi tra i vari gruppi; le trattative durarono fino all'826, quando i franchi semplicemente smisero di interessarsi alla questione. Per tutta risposta, i bulgari decisero di sottomettere gli slavi che vivevano in Pannonia. In seguito i bulgari inviarono delle navi lungo il fiume Drava e, nell'828, devastarono la Pannonia superiore a nord della Drava. Si verificarono altri combattimenti anche nell'829 e, a quel punto, i bulgari poterono dirsi padroni su tutti i loro vecchi alleati slavi.
In generale, l'Impero bulgaro perseguiva una politica di espansione la quale imponeva prima il pagamento di un tributo a un popolo vicino e l'obbligo di fornire assistenza militare sotto forma di alleanza ("società"), concedendo libertà di autogoverno interno e di nomina di governanti locali. Quando la necessità di questo tipo di relazione terminava, l'impero poneva fine all'autogoverno del suddetto popolo e imponeva il proprio potere in maniera diretta e assoluta, integrandolo appieno nel sistema politico e culturale bulgaro.

## Biografia
Vlastimiro, subentrato al padre Prosigoj nell'830 circa, riuscì a riunire varie tribù serbe. I serbi vivevano in stato di grande agitazione e avevano deciso di coalizzarsi, in quanto forse allarmati a causa delle nuove campagne espansionistiche dell'Impero bulgaro verso i loro confini. È pertanto probabile che la preoccupazione principale riguardava la paura che l'egemonia dei bulgari potesse giungere anche a sud, in Macedonia. L'imperatore Teofilo (r. 829-842) fu riconosciuto come signore nominale sui serbi e, con grande verosimiglianza, li incoraggiò a contrastare i bulgari. In quel frangente storico, il trattato di pace trentennale stipulato tra bizantini e bulgari nell'815 risultava ancora in vigore.

### Guerra con l'Impero bulgaro

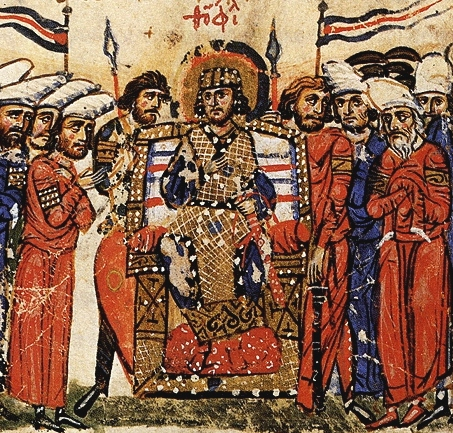
L'imperatore bizantino Teofilo, formale sovrano dei serbi, non poteva aiutare Vlastimiro in caso di guerra con i bulgari, poiché con loro risultava in vigore un trattato di pace. Alcuni storici sostengono che avesse giocato un ruolo importante nella guerra serbo-bulgara

Secondo Costantino VII, i serbi e i bulgari avevano convissuto pacificamente come vicini fino all'invasione bulgara dell'839 (negli ultimi anni di vita di Teofilo). Non si sa cosa scatenò effettivamente la guerra, dato che Porfirogenito non fornisce un resoconto esaustivo. È infatti ignoto se essa scoppiò per via del deterioramento delle relazioni serbo-bulgare dovuto alle conquiste bulgare compiute a sud-est oppure per via dell'inasprimento delle relazioni bilaterali bizantino-bulgare. Non è improbabile che l'imperatore bizantino abbia giocato un ruolo nel conflitto: essendo in guerra con gli arabi, potrebbe aver spinto i serbi a scacciare i soldati bulgari dalla Macedonia occidentale, azione che avrebbe giovato anche a lui. Secondo John Bagnell Bury, questa alleanza spiegherebbe l'azione militare compiuta dall'imperatore bulgaro Malamiro (r. 831-836). Zlatarski suppone che l'imperatore avesse offerto ai serbi la completa indipendenza in cambio. Secondo Porfirogenito, i bulgari volevano continuare la loro conquista delle terre slave e sottomettere i serbi, alleati di Costantinopoli. Presiano I (r. 836-852) invase il territorio serbo nell'839( scatenando un conflitto che si trascinò per tre anni e terminato con la vittoria dell'esercito serbo capeggiato da Vlastimiro. Quest'ultimo espulse Presiano dalla Serbia, causando molte vittime tra le file avversarie e impedendogli di compiere nuove acquisizioni. I serbi poterono confidare sulla loro conoscenza della geografia locale, considerando che sfruttano in maniera efficace la presenza di foreste e gole. La guerra terminò con la morte di Teofilo nell'842, evento che sciolse Vlastimiro dai suoi obblighi di vassallaggio nei confronti di Costantinopoli.
Secondo Živković, è possibile che l'attacco bulgaro sia avvenuto dopo il fallimento dell'invasione della Struma e del Mesta nell'846 (illustrata nella sezione successiva): Presiano potrebbe aver radunato il suo esercito e essersi diretto in Serbia, mentre Vlastimiro potrebbe aver partecipato alle guerre bulgaro-bizantine, esponendosi al rischio che Presiano rispondesse con la forza a un coinvolgimento diretto della Serbia.
La sconfitta dei bulgari, che nel IX secolo risultavano una delle maggiori potenze dell'Europa sud-orientale, dimostra che la Serbia era uno Stato organizzato, pienamente in grado di difendere i propri confini e dotato di un'organizzazione militare e amministrativa molto elevata. Non è noto se all'epoca di Vlastimiro la Serbia disponesse di un sistema di fortificazioni e avesse sviluppato strutture militari con ruoli ben definiti degli zupani.

### Espansione

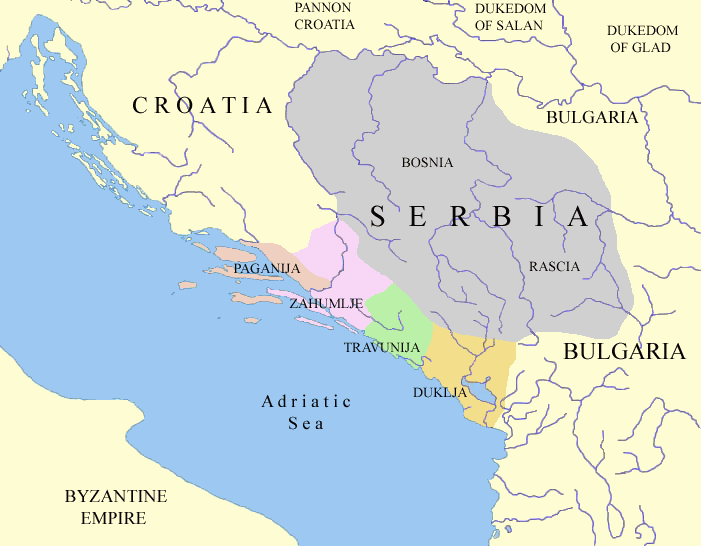
Cartina politica dei Balcani occidentali nel IX secolo

Dopo la vittoria sui bulgari, il prestigio di Vlastimiro aumentò e, secondo Fine, egli continuò a espandersi verso ovest, conquistando la Bosnia e l'Erzegovina (nota come Hum). Mentre avvenivano queste conquiste, le regioni di Braničevo, della Morava, del Timok, del Vardar e del Podrimlje finirono sotto l'egemonia bulgara. Vlastimiro diede in sposa sua figlia a Krajina, figlio di uno zupano locale di Trebigne, Beloje, nell'847/848 circa. In virtù di questo matrimonio, Vlastimiro elevò il titolo di Krajina ad «arconte». La famiglia dei Belojević acquisì così il diritto di governare la Travunia. Krajina ebbe un figlio di nome Hvalimir, che in seguito sarebbe succeduto come zupano di Travunia.
L'intenzione di Vlastimiro di legarsi alla casa regnante della Travunia dimostra, nel contesto, che la sua reputazione tra i vicini arconti e zupani serbi appariva in crescita, così come l'importanza politica e la forza militare della Serbia. È possibile che, prima del regno di Vlastimiro, lo zupano di Travunia cercasse di liberarsi dall'influenza serba, ma che Vlastimiro avesse trovato un compromesso ideale combinando il matrimonio politico di sua figlia con Krajina. L'elevazione del titolo di Krajina (che comportava l'indipendenza pratica della Travunia) suggerisce fortemente che Vlastimiro fosse un sovrano cristiano che comprendeva molto bene l'ideologia monarchica sviluppatasi nell'Alto Medioevo. È possibile che le nozze ebbero luogo prima del conflitto con la Bulgaria, circostanza che rende verosimile un'altra teoria, ovvero che la Bulgaria avesse reagito all'ascesa della posizione politica di Vlastimiro, soprattutto perché questi aveva il diritto di confermare i sovrani dei principati serbi vicini con il placet dei bizantini. Sebbene i titoli che Vlastimiro poteva conferire fossero meramente simbolici, piuttosto che un riflesso delle relazioni politico-amministrative, ciò dimostra che egli godeva di tale facoltà e pertanto, rivestiva indubbiamente una rilevanza superiore rispetto a tutti gli arconti serbi. Dunque, nella sostanza, era il principale sovrano tra i principati serbi.
Poco dopo l'846, con la fine della pace dei trent'anni, Malamiro (o Presiano) invase le regioni della Struma e del Mesta, con Teodora Armena (r. 842-855, moglie di Teofilo) che reagì attaccando la Tracia settentrionale. Conclusa una breve pace, Malamiro pianificò prima e procedette poi all'invasione della Macedonia. La Bulgaria impose il proprio dominio anche sulla Morava, regione di confine con i serbi; nell'844, un anonimo geografo bavarese cita i «Merehani» come popolo situato a cavallo tra i bulgari e i boemi. Essi vivevano nelle valli dell'attuale bacino della Grande Morava e non erano ancora stati assoggettati dai bulgari. Tuttavia, dopo l'845, la Bulgaria rese queste comunità slave proprie vassalle; i Merehani sono menzionati per l'ultima volta dalle fonti nell'853.
I romei erano attivi anche nell'entroterra della Dalmazia, a ovest della Serbia; lo stratego delle città della Dalmazia entrò in conflitto con un vassallo franco, il duca Trpimir I di Croazia, nell'846/848, ma venne sconfitto da quest'ultimo.
A Vlastimiro succedettero i suoi tre figli intorno all'851.

## Successione
I tre figli di Vlastimiro respinsero con successo gli attacchi compiuti da Boris I di Bulgaria nell'853 circa poco dopo la morte di Vlastimiro (guerra bulgaro-serba (853)), quando catturarono dodici importanti boiardi e il comandante stesso, Vladimiro, figlio di Boris. I bulgari si era spinti contro i loro nemici cercando di vendicare la precedente sconfitta riportata da Presiano nell'842. Soltanto in seguito le controparti suggellarono una pace e dimenticarono temporaneamente le loro acredini, stringendo forse un'alleanza. I due fratelli minori si rivoltarono poi contro Mutimir per ragioni non conosciute dagli studiosi. Mutimir li inviò come prigionieri, allo scopo di garantire la pace, alla corte di Boris I a Pliska. Dopo che Mutimir chiese all'imperatore Basilio I (r.867-886) di battezzare le sue terre, furono inviati sacerdoti da Costantinopoli e fu fondata una sede episcopale in Serbia, l'eparchia di Ras. Che stesse avvenendo un processo di cristianizzazione risulta evidente dall'analisi dei nomi teoforici legati alla successiva generazione di monarchi serbi (si pensi a Petar Gojniković o a Pavle Branović). I tre rami dei figli di Vlastimiro portarono avanti una guerra di successione nel corso dei decenni successivi.
I bulgari sotto Boris I furono convinti dal principe moravo Rastislav ad attaccare Ludovico il Pio del Regno dei Franchi orientali. La campagna bulgaro-slava si concluse con una disfatta e nell'855 fu firmata una pace. L'anno successivo, un esercito bizantino agli ordini di Michele III e del cesare Bardas, riconquistò Filippopoli (Plovdiv), la regione di Zagora (grosso modo la moderna Bulgaria) e i porti nei dintorni del golfo di Burgas, sul Mar Nero. Nell'863 i bizantini invasero nuovamente il territorio bulgaro, poiché all'epoca si erano verificati episodi di carestia e disastri naturali. Boris I fu costretto a firmare una pace e a convertirsi al cristianesimo, ricevendo in cambio il possesso della Zagora. La culla della Chiesa ortodossa bulgara fu fondata intorno all'870 a Pliska.

## Discendenza

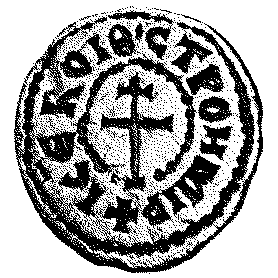
Sigillo del principe Strojimir di Serbia risalente alla seconda metà del IX secolo

Vlastimiro, fondatore dell'omonima dinastia dei Vlastimirović, ebbe tre figli e una figlia:
- Mutimiro, principe, 851-891
- Stroimiro, principe (co-regnante), 851-880
- Goinico, principe (co-regnante), 851-880
- Una figlia dal nome ignoto, andata in sposa allo zupano della Travunia Krajina Belojević

## Lascito
Una strada di Novi Sad è stata intitolata a Vlastimiro (Ulica Kneza Vlastimira).

### Esplicative
1. ↑  Titolo: Costantino VII Porfirogenito, autore del De administrando imperio, si riferisce a lui assegnandogli il titolo monarchico di "arconte (ἄρχων) di Serbia" (Σερβία /Σερβλίας) (Stephenson (2000), p. 41, definendolo poi, in maniera lievemente diversa, come "arconte dei Serbi" (ἄρχων Σερβλίας) in un'altra sua opera, il De ceremoniis (Stephenson (2000), p. 47. Se ne deduce che il titolo viene utilizzato in modo intercambiabile, come per indicare il sovrano di uno Stato. Nel greco bizantino, il termine viene solitamente adoperato per descrivere un principe (Fine (1991), p. 102). Il titolo con cui si indica Vlastimiro nella storiografia serba è quello di knez (Fine (1991), p. 141), che viene adoperato per riferirsi ai monarchi più antichi, malgrado in epoche successive ci si riferisca a dei duchi. In alcune fonti secondarie, il suo titolo è stato indicato come "Gran zupano" (o "Gran principe"), al fine di sottolineare la sua supremazia nominale e sostanziale rispetto agli altri zupani minori. Sia pure da un filone minoritario, è stato altresì chiamato da alcuni autori "re".
2. ↑  Regno: Secondo Tibor Živković, Vlastimiro iniziò a governare nell'830 circa e, poiché i suoi figli gli succedettero durante il regno di Presiano I, il sovrano della Bulgaria, se ne deduce che rimase al potere al massimo fino all'851 (Živković (2006), pp. 12-13). Živković colloca inoltre nell'851 la sua morte, ovvero un anno prima della morte di Presiano, con il quale non riuscì a raggiungere la pace (Živković (2006), p. 21). Secondo Steven Runciman, il suo regno terminò tra l'845-850 (Runciman (1930), p. 93; De administrando imperio, p. 154).
3. ↑  Nome: L'attestazione più antica del suo nome è la versione greca "Vlastimiros" (Βλαστίμηρος) Živković (2006), p. 11). In latino, il suo nome è riportato nella forma "Blastemirus" ( J. B. Colbert, Historia Byzantina,  p. 271.), mentre in serbo "Vlastimir", anche se alcuni ritengono il suo nome frutto della storpiatura del nome "Vladimiro" (Runciman (1930), p. 93; De administrando imperio, p. 154). Suo nonno, il più lontano antenato di cui si conosca il nome, era "Viseslavo", mentre suo padre era "Prosigoj". Secondo gli studiosi, il suo nome era "Vlastimir Prosigojev(ić) Višeslavić". La radice del suo nome, vlastiti, significa "governare".
4. ↑  Religione: Sebbene Porfirogenito affermi che Eraclio inviò «sacerdoti di Roma» (durante il papato bizantino) per battezzare i serbi, in seguito l'autore sostiene che Basilio I spedì dei sacerdoti da Costantinopoli, oltre forse a un vescovo, su richiesta di Mutimiro, dopo la guerra con i saraceni nell'869. In questo periodo furono fondate l'eparchia di Ras e quella di Braničevo, insieme ad altri vescovati slavi, confermati dall'Ottavo Concilio Ecumenico (879-880) (Vlasto (1970), p. 209). I nomi slavi di Vlastimiro e dei suoi figli non significano necessariamente che la Serbia fosse pagana, malgrado la tradizione di nomi teoforici nella generazione successiva lo lasci desumere. La maggior parte degli storici considera la Serbia una realtà cristiana a partire dall'870 (Vlasto (1970), p. 208). Secondo Živković, Vlastimiro era molto probabilmente cristiano (Živković (2006), p. 18).

### Bibliografiche
1. ↑   Prospetto cronologico della storia della Dalmazia: con riguardo alle provincie slave contermini, Tip. Fratelli Battara, 1863,  p. 88.
2. 1 2  Živković (2006), p. 11.
3. ↑  Fine (1991), pp. 225, 304.
4. ↑  Živković (2006), p. 21.
5. 1 2 3 4 5  Fine (1991), p. 141.
6. ↑  Fine (1991), pp. 53, 225.
7. ↑  De administrando imperio, pp. 139, 142.
«[commento del curatore] L'affermazione generale di Porfirogenito secondo cui gli zaclumi erano serbi è, dunque, da ritenersi imprecisa; inoltre, le sue affermazioni successive secondo cui i Terbunioti (34/4-5), e persino i Narentani (36/5-7) erano serbi e giunsero assieme a questi ultimi appaiono in contrasto con quanto affermato in precedenza (32/18-20) sulla migrazione serba, la quale avrebbe coinvolto la Serbia passando da Belgrado. Probabilmente egli constatò che ai suoi tempi tutte queste tribù si trovavano nella sfera d'influenza serba, motivo per cui le definì serbe, anticipando però così di tre secoli quanto effettivamente sarebbe poi avvenuto [...] Sull'affermazione di Porfirogenito secondo cui i pagani «discendono dai serbi non battezzati» (36/5-6), si veda 33/18-19. È ovvio che il piccolo seguito del principe serbo non avrebbe potuto popolare la Serbia, la Zaclumia, la Terbunia e la Narentania.»
8. ↑  Curta (2006), p. 210.
«Secondo Costantino Porfirogenito, gli slavi delle zupanie dalmate della Pagania, della Zaclumia, della Travunia e della Konavli «discendevano tutti dai serbi non battezzati». Ciò è stato giustamente interpretato come un'indicazione del fatto che nela metà del X secolo le zupanie costiere erano sotto il controllo dello zupano serbo Časlav, il quale governava le regioni dell'interno ed esercitare il suo potere a ovest, attraverso le montagne, e fino alla costa.»
9. ↑  Živković (2006), pp. 60-61.
«I dati sull'origine familiare di Mihajlo Višević [n.d.r. Michele di Zaclumia] indicano che la sua famiglia non apparteneva a una tribù serba o croata, ma a un'altra tribù slava che viveva lungo la Vistola e che si unì ai serbi durante la migrazione sotto il regno dell'imperatore Eraclio. La descrizione di Mihajlo Višević e della sua famiglia da parte di Porfirogenito suggerisce che i governanti della Zaclumia fino al suo tempo appartenevano a questa famiglia regnante, cosicché, sia in Serbia e in Croazia, sia in Zaclumia, si sarebbe affermato molto presto il principio dell'ereditarietà del potere tra i membri di una stessa famiglia. Costantino Porfirogenito definisce esplicitamente serbi come gli abitanti della Zaclumia insediatisi sin dai tempi dell'imperatore Eraclio, ma non possiamo essere certi che i Travuni, gli Zaclumi e i Narentani mossisi nel periodo della migrazione verso i Balcani fossero effettivamente serbi o croati o tribù slave che, in alleanza con serbi o croati, approdarono nei Balcani. L'imperatore-scrittore afferma che tutti questi principati sono abitati da serbi, ma si tratta di un riflesso condizionato della sua epoca, ovvero di quando il processo di etnogenesi aveva già raggiunto un'evoluzione tale che il nome serbo era diventato diffuso e generalmente accettato in tutta la terra a causa della dominazione politica della Serbia. Si può quindi concludere che, nella metà del X secolo, il processo di etnogenesi della Zaclumia, della Travunia e della Pagania era probabilmente terminato, in quanto l'informatore dell'imperatore estrapolò delle informazioni da quella realtà e narrò a Costantinopoli del senso di appartenenza tribale degli abitanti sottoposti a questi arconti [...] Quanto incluso nel De Ceremoniis, anch'esso uno scritto redatto sotto il patrocinio di Costantino Porfirogenito, elenca l'autorità imperiale esercitata sui popoli circostanti. Gli scritti citano gli ordini impartiti agli arconti di Croati, Serbi, Zaclumi, Canali, Travuni, Doclei e Moravi. I suddetti ordini potrebbero essere stati indirizzati non prima del regno dell'imperatore Teofilo (829-842) e rappresentano la più antica testimonianza della frammentazione politica dei principati slavi meridionali, ovvero confermano la loro formazione molto precoce. Non si sa quando la Zaclumia si costituì come principato separato. Tutte le notizie che Costantino Porfirogenito fornisce su quest'area lasciano intendere che la situazione non fosse mai mutata sin dai tempi dell'insediamento del VII secolo risalente all'epoca dell'imperatore Eraclio. È molto probabile che i prefetti dei principati costieri avessero riconosciuto fin dall'inizio l'autorità suprema del sovrano serbo, ma che aspirassero a diventare indipendenti, cosa che avvenne, secondo l'elenco degli ordini conservati nel libro De ceremoniis, non più tardi della prima metà del IX secolo. Una carta papale falsificata e molto controversa del 743 menziona anche la Zaclumia e la Travunia come regioni autonome. Se le informazioni di base su queste terre fossero corrette, ciò significherebbe che si costituirono come principati assai presto, divenendo praticamente indipendenti dall'arconte di Serbia.»
10. ↑  (SR) Tibor Živković, Неретљани – пример разматрања идентитета у раном средњем веку [Arentani - Un esempio di esame d'identità nell'alto medioevo], in Istorijski časopis, n. 61, 2012,  pp. 12-13.
«La posizione geografica dei Narentani, cioè dei Pagani, ha spesso imposto nella storiografia l'opinione secondo cui si trattasse dei Croati, circostanza che è stata rivendicara soprattutto per negare la loro appartenenza alla tribù dei Serbi - informazione esplicitamente affermata da Costantino Porfirogenito. In questo caso, non si può mettere in dubbio l'esistenza di un'identità serba o croata al di fuori del quadro politico dei loro principati. Infatti, il momento etnico è completamente subordinato a quello politico, per cui la formazione degli Stati tribali degli Slavi meridionali risulta una conseguenza dello sviluppo politico, non di uno sviluppo indipendente della coscienza etnica/tribale. In altre parole, quando si parla del principato della Narenta, del suo territorio e dell'appartenenza tribale dei suoi abitanti, si dovrebbe innanzitutto esaminare come si è arrivati alla formazione di questi principati come entità politiche.»
11. ↑  (HR) Goran Bilogrivić, Bosnia i Hum/Hercegovina [Bosnia e Hum/Herzegovina], in Zrinka Nikolić Jakus, Nova zraka u europskom svjetlu: Hrvatske zemlje u ranome srednjem vijeku (oko 550 - oko 1150) [Terre croate nell'Alto Medioevo (dal 550 al 1150)], Zagabria, Matica hrvatska, 2015,  p. 486, ISBN 978-953-150-942-8.
«Porfirogenito scrive che gli abitanti di tutte e tre le zupanie fanno risalire la loro origine ai serbi, ma l'interpretazione più probabile di questa affermazione è che essi fossero sottomessi alla Serbia, a cui si piegarono molto probabilmente durante la prima metà del X secolo, al tempo del principe serbo Petar o Časlav. A sostegno dell'ipotesi di una etnia separata, il dato secondo il quale i Travuniani si sarebbero legati serbi soltanto all'epoca dell'imperatore bizantino Eraclio e fino ai tempi del principe serbo Vlastimiro, quando ottennero una certa indipendenza sotto il prefetto della Krajina [rafforza] una chiara e distinta tradizione locale secondo cui gli antenati della famiglia regnante degli Zaclumi sarebbero originari della regione della Vistola.»
12. ↑  Mijatovic (2007), p. 3.
13. ↑  Carter (1977), p. 298.
14. ↑  Ćirković (2004), pp. 14-15.
15. ↑  Annales Regni Francorum, anno 822.
«Ad Sorabos, quae natio magnam Dalmatiae partem obtinere dicitur.»
16. ↑  Živković (2006), p. 13.
17. 1 2  Komatina (2010), p. 4.
18. 1 2 3 4  Komatina (2010), p. 19.
19. ↑  Annales Regni Francorum, anno 827.
20. ↑  Komatina (2010), p. 24.
21. ↑  Živković (2008), p. 208.
22. 1 2 3 4 5 6 7  Bury (1912), p. 372.
23. ↑  Fine (1991), pp. 109-110.
24. 1 2 3 4 5 6  Runciman (1930), p. 88.
25. ↑  Runciman (1930), p. 72.
26. 1 2  Fine (1991), p. 110.
27. 1 2  Zlatarski (1918), f. 17.
28. ↑  Fine (1991), pp. 108, 110.
29. ↑  Houtsma (1993), p. 199.
30. ↑  Živković (2006), pp. 14-15.
31. 1 2 3  Živković (2006), p. 19.
32. 1 2  Živković (2008), pp. 222-223.
33. ↑  De administrando imperio, p. 161.
34. ↑  Živković (2006), p. 17.
35. 1 2 3  Živković (2006), p. 18.
36. 1 2  Komatina (2010), p. 21.
37. ↑  Komatina (2010), p. 22.
38. 1 2 3  De administrando imperio, pp. 154-155.
39. ↑  Runciman (1930), p. 93.
40. ↑  Vlasto (1970), p. 208.

### Fonti primarie
- Costantino Porfirogenito, De administrando imperio, a cura di Gyula Moravcsik, traduzione di Romillyi J. H. Jenkins, Dumbarton Oaks Center for Byzantine Studies, 1967, ISBN 978-0-88402-021-9.
- Annales Regni Francorum (opera completa), su thelatinlibrary.com. URL consultato il 17 settembre 2021.

### Fonti secondarie
- (EN) John B. Bury, A History of the Eastern Empire from the Fall of Irene to the Accession of Basil I. (A.D. 802-867), Londra, Macmillan, 1912, ISBN 978-12-75-59462-3.
- (EN) Francis W. Carter (a cura di), An Historical Geography of the Balkans, Academic Press, 1977, ISBN 978-01-21-61750-9.
- (EN) Sima Ćirković, The Serbs, Malden, Blackwell Publishing, 2004, ISBN 978-14-05-14291-5.
- (EN) Florin Curta, Southeastern Europe in the Middle Ages, 500-1250, Cambridge, Cambridge University Press, 2006, ISBN 978-0-511-81563-8.
- (EN) John Van Antwerp Jr. Fine, The Early Medieval Balkans: A Critical Survey from the Sixth to the Late Twelfth Century, Ann Arbor, University of Michigan Press, 1991, ISBN 0-472-08149-7.
- (EN) Maria Theresa Houtsma, E.J. Brill's first encyclopaedia of Islam 1913–1936, BRILL, 1993, ISBN 90-04-08265-4.
- (EN) Predrag Komatina, The Slavs of the mid-Danube basin and the Bulgarian expansion in the first half of the 9th century, n. 47, Zbornik radova Vizantološkog instituta, 2010,  pp. 55-82.
- (EN) Cedomilj Mijatovic, Servia and the Servians, Cosimo, Inc., 2007, ISBN 978-1-60520-005-7.
- (EN) Steven Runciman, A History of the First Bulgarian Empire, Londra, G. Bell & Sons, 1930, ISBN 978-05-98-74922-2.
- (EN) Paul Stephenson, Byzantium's Balkan Frontier: A Political Study of the Northern Balkans, 900-1204, Cambridge University Press, 2000, ISBN 978-0-521-02756-4.
- (EN) Alexis P. Vlasto, The Entry of the Slavs into Christendom: An Introduction to the Medieval History of the Slavs, Cambridge, Cambridge University Press, 1970, ISBN 978-05-21-07459-9.
- (SR) Tibor Živković, Портрети српских владара: IX-XII век [Ritratti di sovrani serbi (secoli IX-XII)], Belgrado, Zavod za udžbenike, 2006, ISBN 86-17-13754-1.
- (EN) Tibor Živković, Forging unity: The South Slavs between East and West 550-1150, Belgrado, Istorijski institut, Čigoja štampa, 2008.